# ریو (هنرپیشه)
ریو (انگلیسی: Ryō (actress)؛ زادهٔ ۱۷ ژانویهٔ ۱۹۷۳) یک هنرپیشه، و مانکن (فرد) اهل ژاپن است. وی از سال ۱۹۹۶ میلادی تاکنون مشغول فعالیت بوده‌است.